# Waldhof (Schiff)
Waldhof war der Name eines doppelwandigen Tankmotorschiffs (TMS) der Mannheimer Reederei Lehnkering Rhein-Fracht, einer Tochter des Duisburger Unternehmens Lehnkering. Bekannt wurde die Waldhof, nachdem sie am 13. Januar 2011 unweit der Loreley bei Sankt Goarshausen mit Schwefelsäure beladen kenterte und kieloben am Rand der Fahrrinne festkam. Bei dieser Havarie starben zwei der vier Besatzungsmitglieder. Nach einer Reparatur ist das Schiff seit April 2012 unter dem Namen Auriga wieder in Fahrt.

## Einzelheiten
Das Schiff wurde 1993 auf der Damen Werft in Hardinxveld für Euromar BV in Zwijndrecht erbaut. Die Aufbauten und die Antriebsanlage sind achtern angeordnet, das Schiff verfügt über eingesetzte Edelstahl-Centertanks ohne Mittellängsschott und ist als Typ-C-Säuretanker klassifiziert.
2005 wurde das Schiff um 24 Meter verlängert und zwei zusätzliche Tanks wurden eingebaut. Nach dem Umbau verfügte das Schiff über sieben Tanks. Der maximale Tiefgang wurde nach dem Umbau von 2,80 m auf 3,15 m hochgeeicht, die Tragfähigkeit stieg von 1517 auf 2426 Tonnen. Im neuen Zulassungszeugnis wurde die zulässige Dichte des geladenen Stoffes bei vollständiger Befüllung der Tanks auf 1,3 Tonnen pro Kubikmeter festgelegt. Bei höherer Dichte war die Befüllung der Tanks entsprechend zu verringern, der Einfluss freier Oberflächen jedoch möglichst gering zu halten. Der geführte Stabilitätsnachweis begrenzte wegen der mit abnehmendem Füllungsgrad der Tanks verringerten Längsstabilität des Schiffes die Dichte des Ladegutes auf maximal 1,62 t/m³, entsprechend einer Füllhöhe von 80,2 % in fünf Tanks und zwei leeren Tanks. Die Ladungsmenge beträgt in diesem Fall 2200 t gegenüber 2426 t Tragfähigkeit. Bei einer noch geringeren Ausnutzung der Tragfähigkeit wären unter Umständen auch weitere ausreichend stabile Beladungen möglich, wofür der Germanische Lloyd in seiner Zulassung jedoch die Verwendung eines zugelassenen Ladungsrechners an Bord des Schiffes zur Auflage machte.

## Unglück 2011

### Havarie

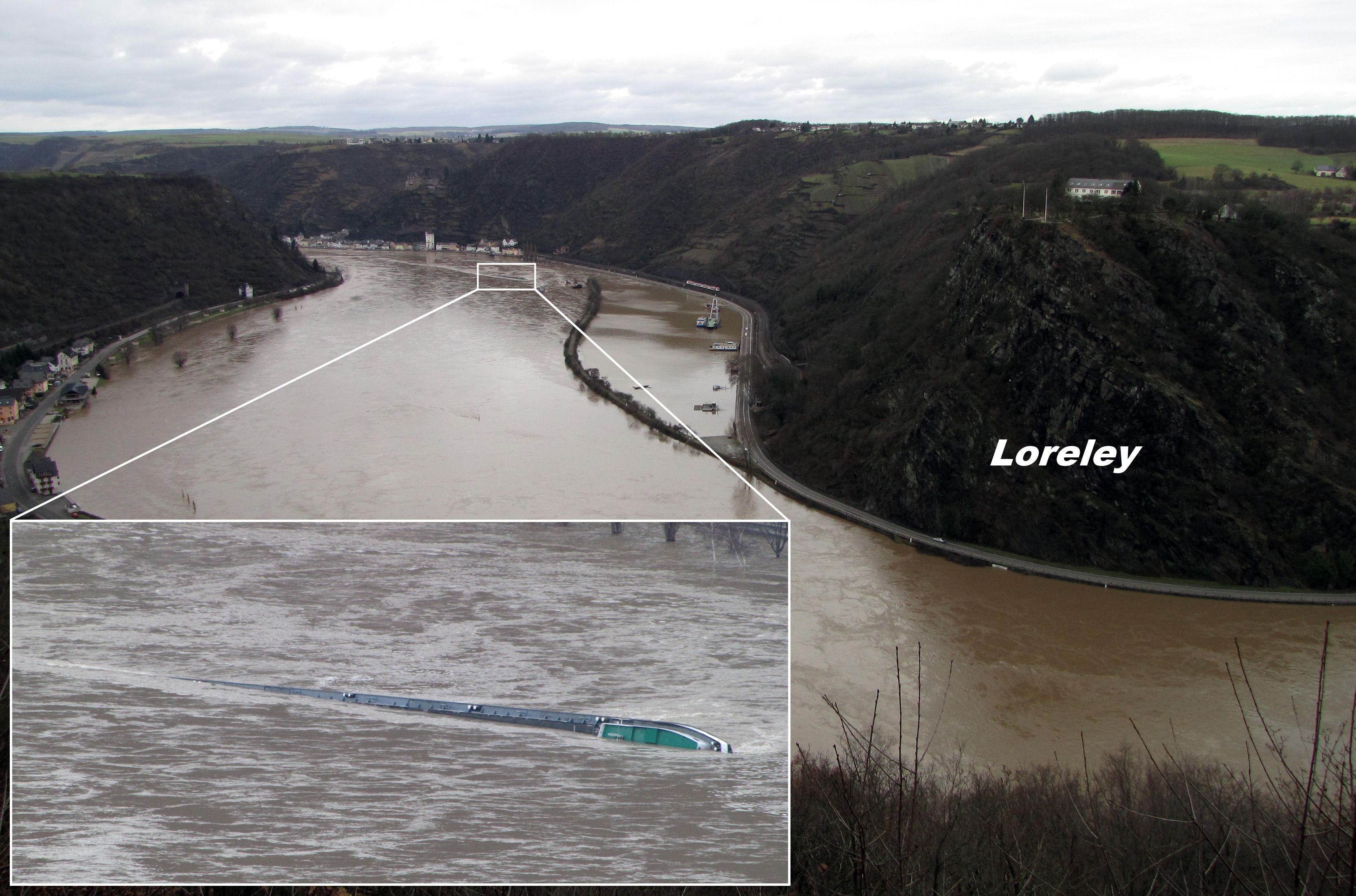
Das am 13. Januar 2011 auf dem Rhein bei St. Goar nahe der Loreley gekenterte Tankmotorschiff Waldhof

Am 13. Januar 2011 um 4.42 Uhr havarierte das mit 2.377 Tonnen Schwefelsäure (Dichte 1,84 t/m³) beladene Tankmotorschiff auf dem Weg von Ludwigshafen ins belgische Antwerpen im Rhein bei St. Goarshausen unweit der Loreley (Rhein-Kilometer 554). Die vorgenommene Beladung entsprach nicht der Zulassung des Schiffes und erfüllte nicht die erforderlichen Kriterien für die Längsstabilität. Durch die Befüllung aller sieben Tanks zwischen 49 % und 58 % ihrer Füllhöhe war bei noch ausreichender Anfangsstabilität, d. h. bei nur geringer Krängung und geringem Rollen, die dynamische Stabilitätsreserve unzureichend. Ein Gutachten ergab später, dass nur vier der Tanks mit je 71 % Füllhöhe, entsprechend einem Ladungsgewicht von 1747 Tonnen hätten befüllt werden dürfen, um die vorgeschriebenen Stabilitätskriterien einzuhalten.
Zum Unglückszeitpunkt führte der Rhein Hochwasser; am nahen Pegel Kaub wurden 3,44 Meter über dem mittleren Wert gemessen. Der Rhein hatte deshalb eine höhere Fließgeschwindigkeit als gewöhnlich.
Wegen der unmittelbar vorausgegangenen Begegnung mit dem Gütermotorschiff Acropolis umfuhr die Waldhof die enge Stromkurve Betteck im ungünstigeren Außenradius, wo wegen des Hochwassers zusätzliche Querströmungen wirkten. Die krängenden Momente aus Querbeschleunigung infolge der Kurvenfahrt, den dynamischen Effekten durch die Bewegung der Ladung sowie aus der örtlichen Umströmung des Schiffskörpers überschritten die durch unsachgemäße Beladung verursachte geringe Stabilität des Schiffes, das infolgedessen am Ausgang der Stromkurve bei Rhein-km 553,75 um 180 Grad über Steuerbord kenterte. Der Havarist trieb bei Dunkelheit 1,6 km stromabwärts kieloben an vier begegnenden Schiffen und Schubverbänden vorbei, von denen er das zweite, ein Tankschiff, rammte. Nach der Kollision stieß er wegen der Stromkurve um die Loreley mit dem Bug ins Ufer, drehte sich quer zum Strom und kam schließlich am Anfang der nächsten Stromkurve um 04:52 Uhr bei Rhein-km 555,33 am Rand der Fahrrinne im flachen Wasser fest.
Infolge des Unfalls musste der Rhein in Höhe des havarierten Schiffes zeitweise vollständig gesperrt werden. In der Talfahrt durften die letzten von 420 aufgestauten Schiffen die Unfallstelle erst dreieinhalb Wochen nach der Havarie kontrolliert passieren.

### Bergung
Erste Maßnahme vor der Bergung war eine Sicherung des Havaristen in der Strömung bis zum Eintreffen geeigneter Schwimmkräne, von denen zwei wegen Hochwassers zunächst eine Brücke über die Ruhr nicht passieren konnten. Bei der Untersuchung des Schiffs wurde am 27. Januar 2011 festgestellt, dass sich Wasserstoff gebildet hatte und Explosionsgefahr bestand. Während der Untersuchungen mussten immer wieder die rechte Rheinstrecke sowie die B 42 und B 9 aus Sicherheitsgründen gesperrt werden. Nachdem der durch Korrosion auf Grund von eingedrungenem Rheinwasser entstandene Wasserstoff mittels Stickstoff aus den Tanks gespült worden war, konnte die konzentrierte Säure aus dem am leichtesten zugänglichen Tank 7 am 5. Februar in ein Tankschiff geleichtert werden. Es war geplant, die Säure aus den anderen Tanks zum Herunterverdünnen in den nun leeren Tank 7 zu pumpen. Durch die Strömung bildete sich aber im Bugbereich im Lauf der Zeit ein vier Meter tiefer Kolk, so dass eine sichere Lage des Schiffes nicht mehr gewährleistet schien. Durch die ungleichmäßige Entladung kam es außerdem zu einer Verformung des Rumpfes, so dass ein Auseinanderbrechen nicht auszuschließen war. Man beschloss deshalb, die Säure kontrolliert in den Rhein zu pumpen. Durch die richtige Berechnung der kontrolliert abgepumpten Mengen Schwefelsäure konnte ein potenzielles Fischsterben verhindert werden, auch für die rheinabwärts gelegenen Trinkwassergewinnungsanlagen bestand so durch die schnelle Verdünnung der abgepumpten Mengen im Fluss keine Gefahr. Während der normale pH-Wert des Rheins bei 8,0 bis 8,1 liegt, ergaben Messungen 200 Meter stromabwärts der Waldhof einen pH-Wert von 6,2 und 400 Meter stromabwärts bereits einen pH-Wert von 7,2.
Nach dem Abpumpen der Schwefelsäure aus den Tanks wurde das gekenterte Schiff am Morgen des 13. Februar 2011 durch Lenzen der vorderen beiden Tanks und unter Einsatz der drei Schwimmkränen der niederländischen Firma Mammoet angehoben und gegen 10 Uhr um die Längsachse gedreht und so wieder aufgerichtet. Im Wohnraum wurde die Leiche eines der beiden vermissten Besatzungsmitglieder aufgefunden. Da sich der zweite Vermisste laut Aussagen der beiden geretteten Besatzungsmitglieder im abgerissenen Steuerstand befand, wird davon ausgegangen, dass er mit der Strömung fortgespült wurde. Der Havarist wurde am späten Nachmittag aus der Fahrrinne Richtung Ufer verholt und für weitere Untersuchungen am nächsten Morgen in den Loreley-Hafen geschleppt. Die Schifffahrt wurde am 14. Februar um 16 Uhr wieder vollständig freigegeben.

### Untersuchung der Havarie
Das Bundesministerium für Verkehr, Bau und Stadtentwicklung setzte nach dem Unfall eine Untersuchungskommission ein. Anfang 2012 veröffentlichte die Wasser- und Schifffahrtsdirektion Südwest einen Zwischenbericht. Der Ablauf der Havarie konnte zweifelsfrei ermittelt werden. Die Bauausführung des Schiffes, seine Ausrüstung und die Talfahrt bei erhöhten Wasserständen sowie der Transport von 96%iger Schwefelsäure wurden für den Havariezeitpunkt ebenso für in Ordnung befunden, wie die Anzahl und Qualifikation der Besatzung. Die Vorgaben des Stabilitätsnachweises, der für eine Ladung mit einer Dichte von maximal 1,62 t/m³ nur bis zu einem Tiefgang bis zu 3,11 Meter erbracht war, waren jedoch ganz offensichtlich nicht erfüllt. Auch bei genauer Berechnung des vorliegenden Ladungsfalles waren die Kriterien für die Stabilität der Europäischen Übereinkommen über die internationale Beförderung gefährlicher Güter auf dem Rhein bzw. auf Binnenwasserstraßen (ADNR/ADN) nicht erfüllt. Dennoch hätten nach statischer Berechnung und nach Versuchen am Schiffsführungssimulator die vorhandenen Stabilitätsmängel noch nicht zum Kentern geführt. Es wurden daher weitere Untersuchungen zur dynamischen Stabilität durchgeführt. Erst mit Veröffentlichung des endgültigen Unfallberichts der Kommission am 14. Februar 2013 wurden auf der Grundlage von Simulationen die dynamischen Verhältnisse zum Unfallzeitpunkt als Auslöser bestätigt.

### Prozesse, Konsequenzen, Sonstiges
Das Amtsgericht St. Goar urteilte, der Kapitän des entgegenkommenden Schiffes „Acropolis“ trage keine Schuld. Das Oberlandesgericht Köln urteilte am 20. März 2018 in zweiter Instanz genauso.
Der Gesamtschaden wurde von der „Waldhof“-Reederei mit 3,5 Millionen Euro angegeben.

Zuständige Institutionen haben als Konsequenz aus der Waldhof-Havarie einige neue Regelungen geschaffen. So ist die Verkehrsleittechnik im betreffenden Streckenabschnitt verbessert worden und die ADN-Gefahrgutvorschriften wurden angepasst.
Zum 1. Dezember 2014 trat für die Berufsschifffahrt eine Ausrüstungspflicht mit dem Automatic Identification System in Kraft.

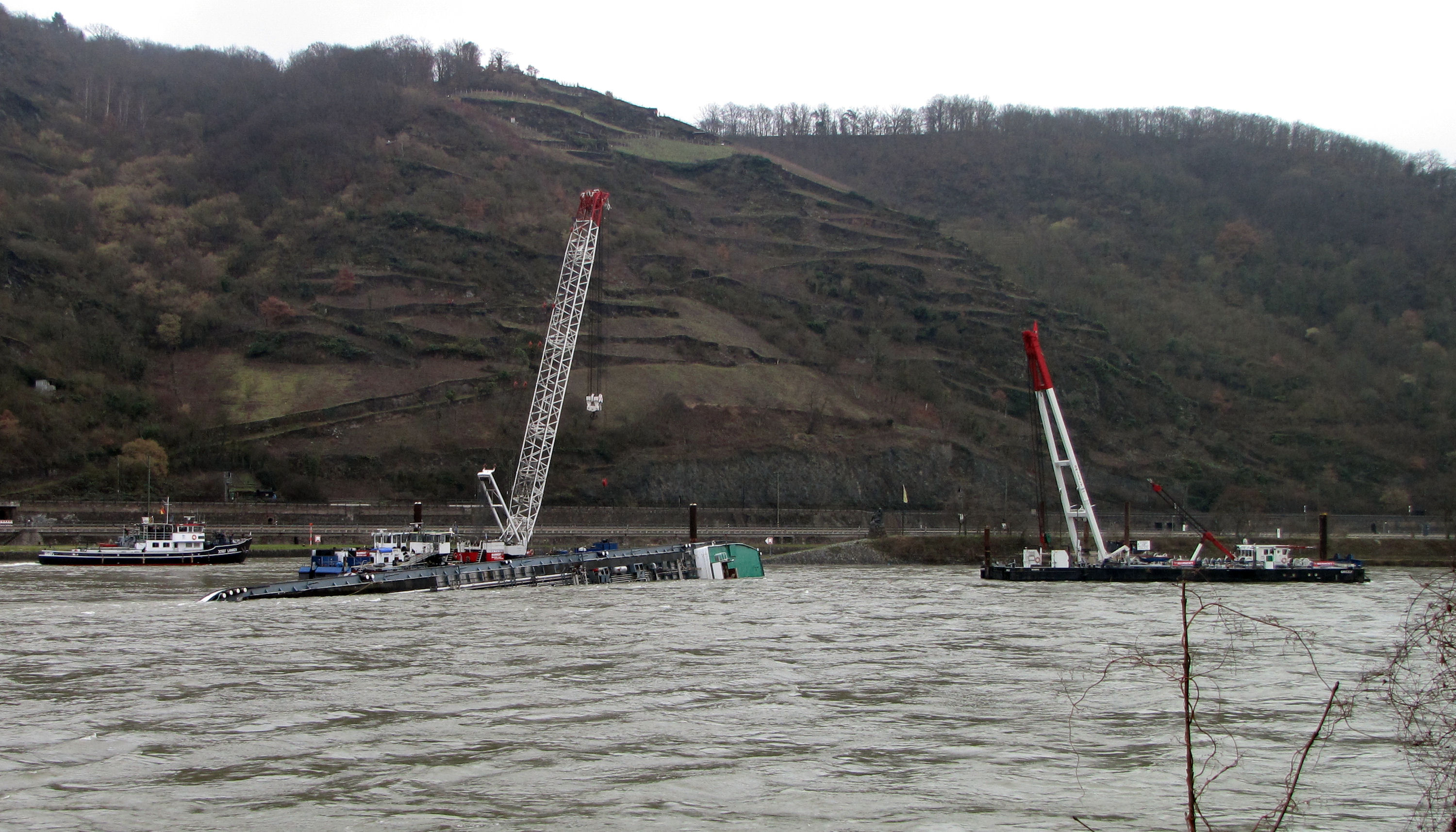
Bergung des gekenterten Tankmotorschiffs Waldhof am 23. Januar 2011
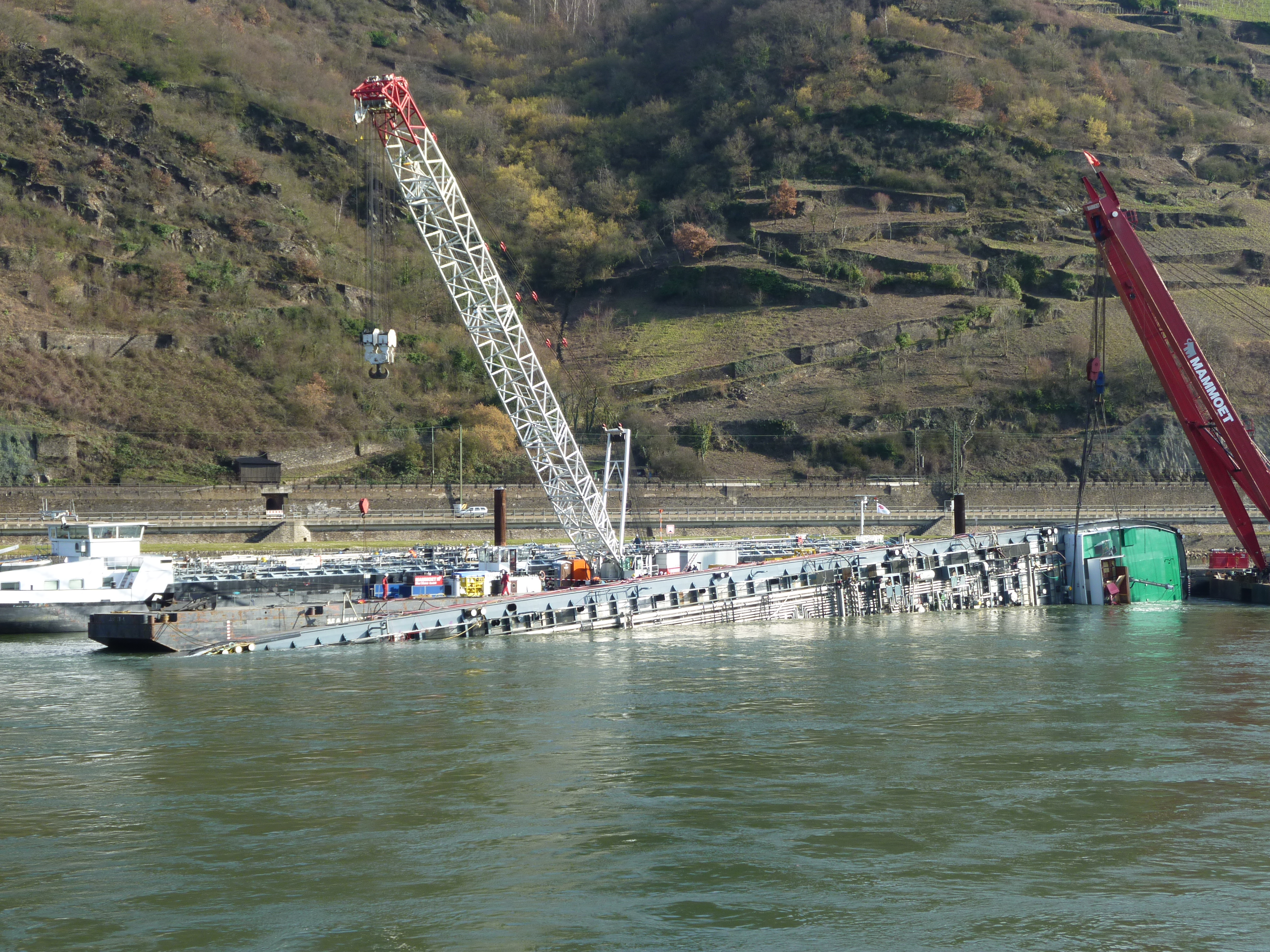
Bergungsarbeiten am 8. Februar 2011
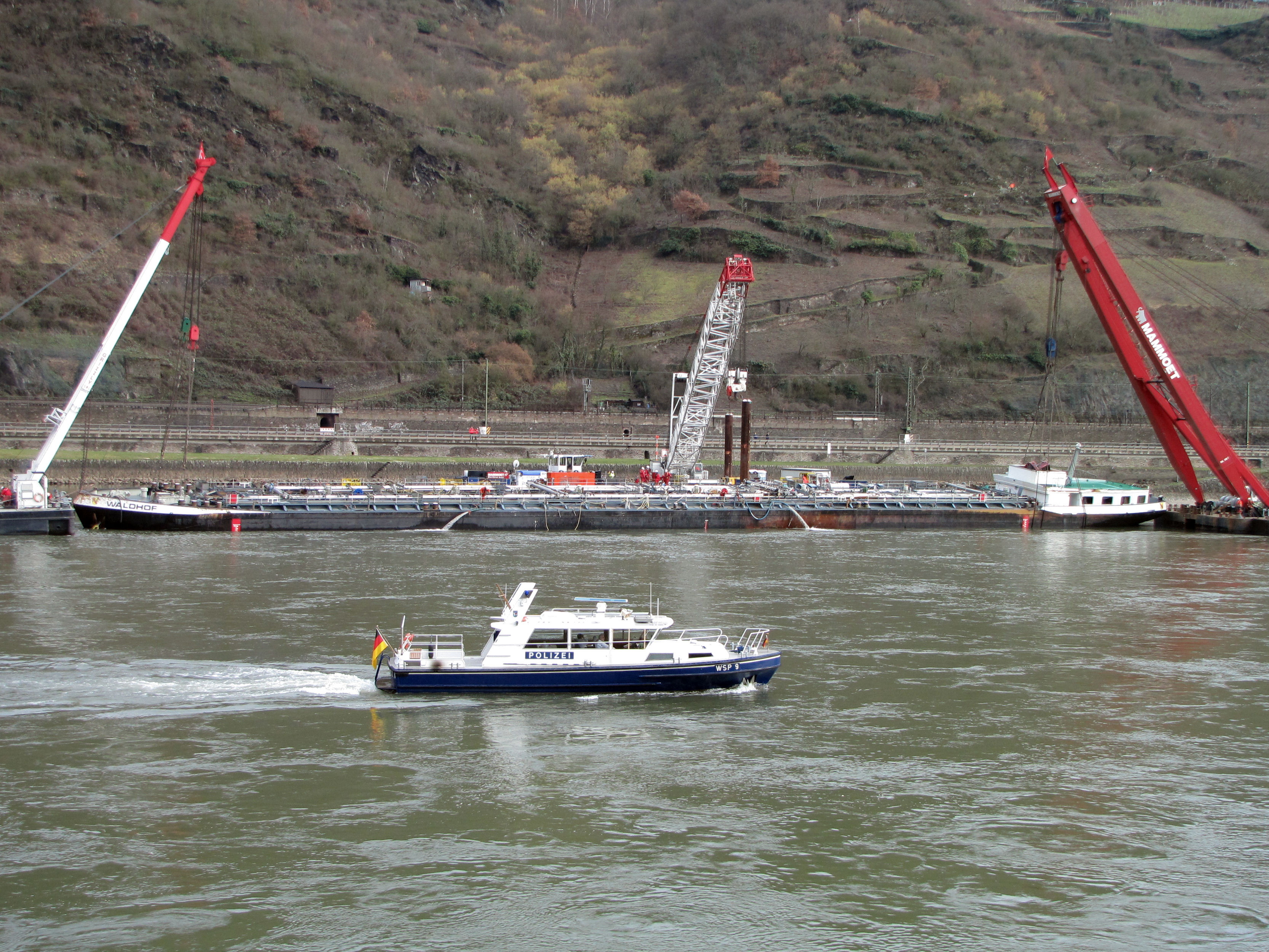
Die am 13. Februar 2011 geborgene Waldhof, nachdem sie zuvor leergepumpt wurde
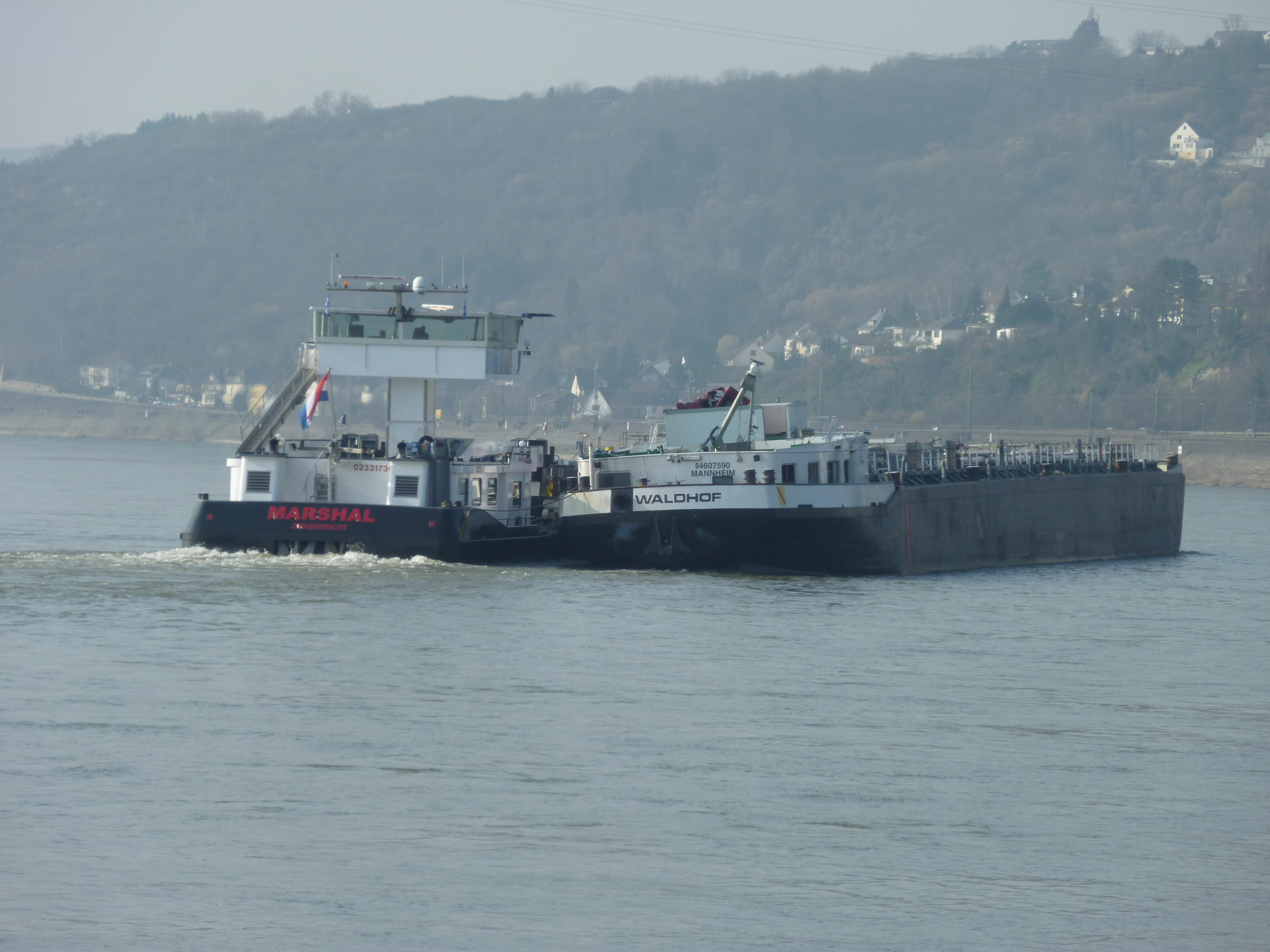
Die Waldhof auf der Fahrt zur Triton-Werft in Meiderich
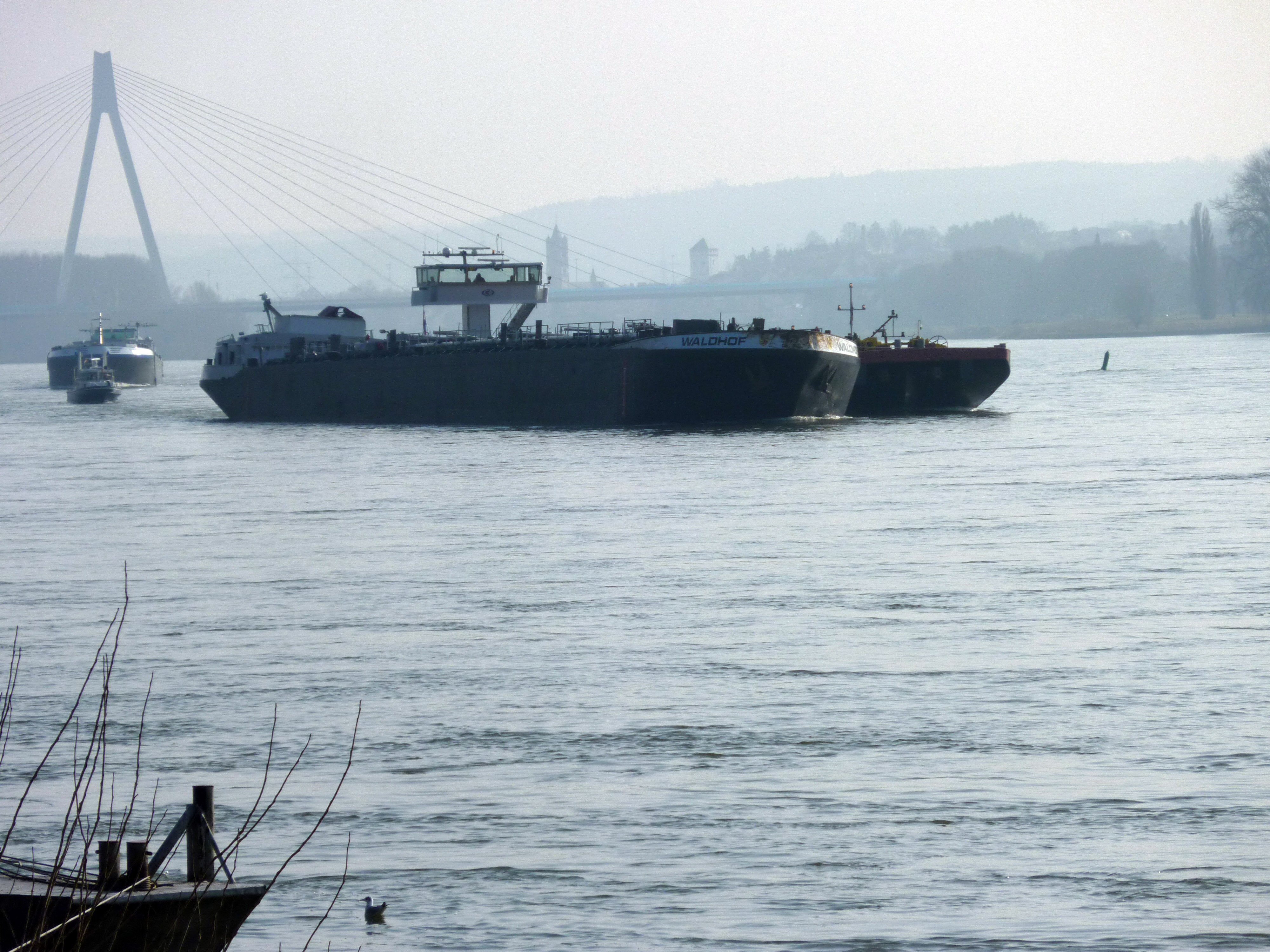
Waldhof unterhalb Neuwied zu Tal